# South Yorkshire
South Yorkshire är ett ceremoniellt grevskap och ett storstadslän (metropolitan county) i England, Storbritannien. Det gränsar till Derbyshire, West Yorkshire, North Yorkshire, East Riding of Yorkshire, Lincolnshire och Nottinghamshire.
South Yorkshire är indelat i fyra storstadsdistrikt (metropolitan boroughs); Barnsley, Doncaster, Rotherham och Sheffield.
Det hade en gemensam fullmäktige (county council) till 1986, då organisationen avskaffades och dess funktioner överfördes på de fyra ingående distrikten och därmed försvann de flesta av dess uppgifter. Fortfarande sköts dock kollektivtrafik, polis, ambulans och annat utryckningsväsende samt pensionsutbetalningar till offentliganställda av de ingående distrikten gemensamt.

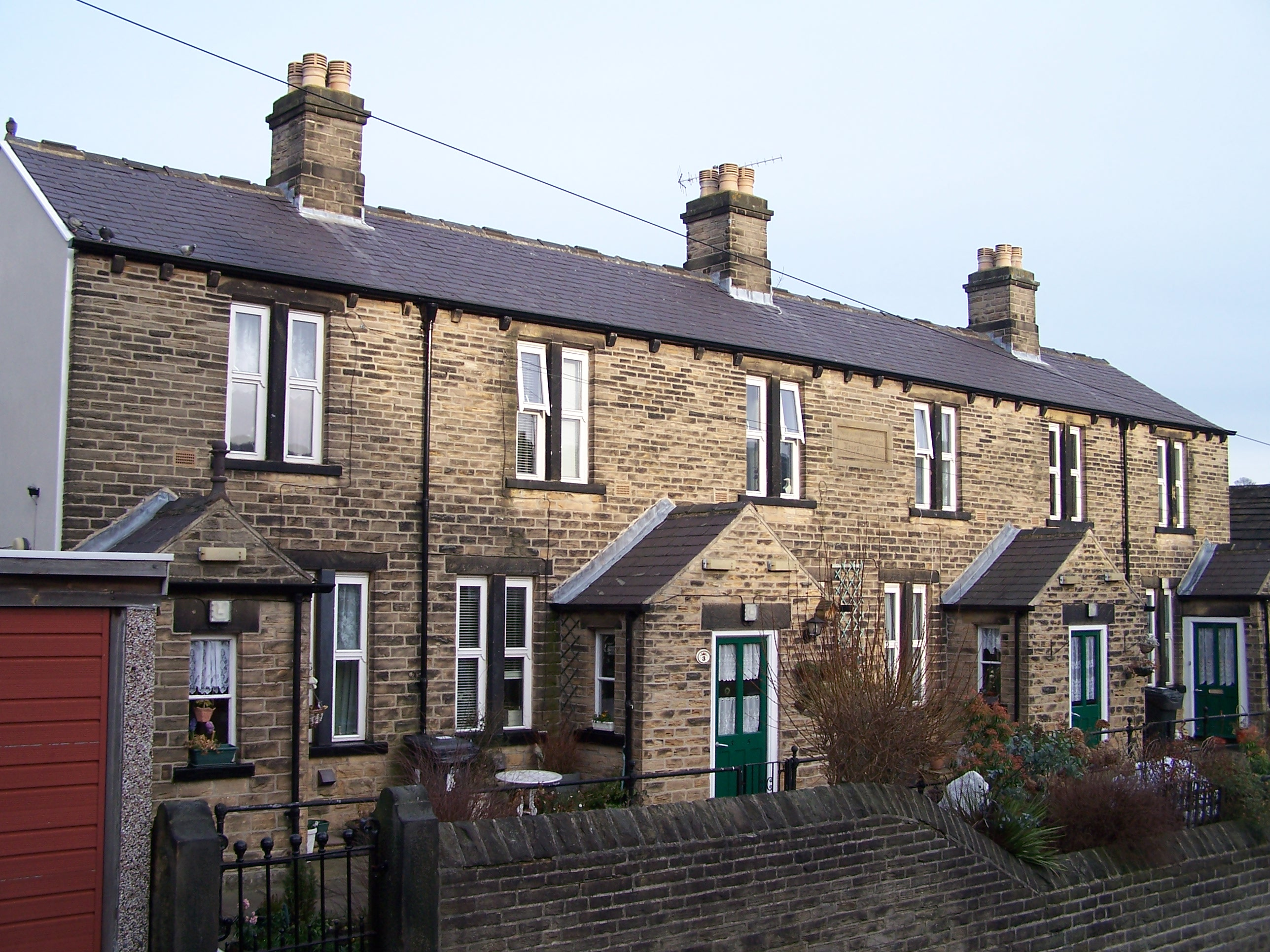
Huslänga i Doncaster i den typiska lokala stilen.